# Marcel Koller
Marcel Koller, född den 11 november 1960 i Zürich, är en schweizisk före detta professionell fotbollsspelare och sedermera tränare. Mellan 1982 och 1996 spelade Koller 56 landskamper för det schweiziska landslaget. 